# Janne Lundblad
Janne Lundblad (Linköping, 11 aprile 1877 – Stoccolma, 24 novembre 1940) è stato un cavaliere svedese, campione olimpico nell'equitazione ad Anversa 1920.

## Palmarès
| Anno | Manifestazione  | Sede      | Evento               | Risultato |
| ---- | --------------- | --------- | -------------------- | --------- |
| 1920 | Giochi olimpici | Anversa   | Dressage individuale | Oro       |
| 1928 | Giochi olimpici | Amsterdam | Dressage a squadre   | Argento   |